# Вера Кочовска
Вера Кочовска е българска езотеристка, обявила се за ясновидка.

## Биография
Вера Кочовска е родена е през 27 юли 1945 г. в Перник, Царство България.
Баща ѝ, Крум Балкански, умира, когато е била малка, след което майка ѝ я изоставя на гроба му, и момичето постъпва в дома за сираци в Кочериново, Кюстендилско.
Предпочита да разговаря в полулегнало състояние. Самата тя твърди, че черпи енергията си от Мадарския конник, близо до Шумен, но не би желала да живее там. Кочовска е убедена, че съхраняването на скалния релеф Мадарски конник ще спаси България.
По свидетелството на дъщеря ѝ е посещавана от известни български политици като Андрей Луканов, Любен Корнезов, Венцислав Върбанов, Иван Татарчев, Румен Петков, Алексей Петров.
Малко преди смъртта си през 2011 г. Кочовска предсказва, че до 2016 г. в България ще има два кървави атентата срещу Бойко Борисов и пожизнения лидер на ДПС – Ахмед Доган.
Живее в Плевен. Умира на 11 февруари 2011 г. в дома си.

## За нея
Книги
- Лиляна Серафимова, Вера Кочовска – живот в два свята, Астрала, 1995, 189 с.
- Капка Георгиева. Вера: мисия – феномен. Бумеранг БГ, 2004.

Предавания
- През 2006 година режисьорът Стилиян Иванов прави филм за Вера Кочовска – „репортажи за вярата – Феноменът Вера“.